# Nikolái Dúrov
Nikolái Valérievich Dúrov (Ruso: Никола́й Вале́рьевич Ду́ров; nacido el 21 de noviembre de 1980) es un programador y matemático ruso quien desarrolló la plataforma MTProto. Es el hermano mayor de Pável Dúrov, quienes cofundaron la red social VK y más tarde de Telegram.

## Biografía
En 1996, 1997 y 1998 Durov participó en la Olimpiada Internacional de Matemática, obtuvo una medalla cada año. En 1995, 1996, 1997, y 1998 ganó una medalla de oro y tres de plata en la Olimpiada Internacional de Informática. También fue miembro ACM de la Universidad Estatal de San Petersburgo, en el cual ganó el ACM International Collegiate Programming Contest en 2000 y 2001.
Durov recibió su primer PhD en la Universidad Estatal de San Petersburgo en 2005. Después obtuvo otro PhD evaluado por Gerd Faltings en la Universidad de Bonn.
Más adelante ocupó el cargo de investigador senior en el laboratorio de álgebra en el Departamento de Steklov de San Petersburgo del Instituto de Matemáticas de la Academia Rusa de las Ciencias.
A lado de su hermano Pavel, Nikolái fue CTO de Vkontakte.ru en 2013. Tras su renuncia, Durov desarrolló el protocolo MTProto para Telegram Messenger en 2013, siendo desarrollador del cifrado para la organización homónima y la no estrena plataforma TON.

## Investigaciones
Dúrov realizó investigaciones sobre la teoría Arakelov en la geometría algebraica incluyendo detalles sobre la geometría tropical y el campo de un elemento. Otras investigaciones estuvieron relacionadas con la teoría de Galois en las ecuaciones polinómicas.